# Kunming Rainbow Yunnan First City Tower 1
La Kunming Rainbow Yunnan First City Tower 1 est un gratte-ciel à Kunming en Chine. Achevé en 2022, il s'élève à 286 mètres.